# Yanis David
Yanis David (12 de diciembre de 1997) es una deportista de Francia que compite en atletismo. Ganó una medalla de oro en el Campeonato Mundial de Atletismo Sub-20 de 2016, en la prueba de salto de longitud.